# Channel Television
Channel Television är ett företag som sänt television på Kanalöarna via ITV-nätverket. Företaget började sända 1962 och är det minsta av de 15 regionala ITV-företagen. Efter att de flesta av dessa företag slagits samman under 1990-talet, är Channel och Ulster Television de sista som är fristående från varandra. Programinnehållet är mestadels det samma som ITV1 i England och Wales med undantag för regionala nyheter (Channel Report) och andra lokala program.

## Historik
När ITV planerades i början av 1950-talet tros inte Kanalöarna ha ingått i den ursprungliga planen. Hos BBC ingick Kanalöarna i samma region som sydvästra England. ITA valde dock så småningom att låta Kanalöarna bli en egen ITV-region. Eftersom Kanalöarna var en kronkoloni och inte en del av det Förenade konungariket omfattades öarna inte av TV-lagen från 1954 som skapade grunden för ITV, så lagen fick utvidgas för att också omfatta Kanalöarna.
Två grupper ansökte om tillståndet när det utlystes och det företag som fick tillståndet skulle bli Channel Television som leddes av en senator (George Troy). Tillgång till de program som visades över hela ITV-nätverket fick man genom att en sändare på Jersey tog in Westward Televisions program. När Westward förlorade sitt tillstånd 1982 kom programmen från efterträdaren Television South West till några år därefter, då man tog programmen från Television South istället (1993 från TVS:s efterträdare Meridian Broadcasting).
Channel var det sista ITV-företaget som började sända i färg. Channel lyckades få förnyat förtroende varje gång deras tillstånd skulle förnyas och har med tiden fått lokal konkurrens i etern från Independent Local Radio (Channel 103 FM och Island FM) och BBC Local Radio (Radio Guernsey och Radio Jersey) samt senare i tv-form från BBC genom nyhetsprogrammet BBC Spotlight Channel Islands.